# Пунько, Сергей Вячеславович
Сергей Вячеславович Пунько (бел. Сяргей Вячаслававіч Пунько; род. 10 января 1981 года, г. Новополоцк, Витебская область, БССР, СССР) — белорусский и российский спортсмен, Заслуженный мастер спорта Республики Беларусь (2004) и Заслуженный мастер спорта России (2011). Многократный чемпион и призёр Паралимпийских игр по плаванию, многократный чемпион мира и многократный чемпион России.

## Биография
В 2004 году закончил Витебский государственный университет имени П. М. Машерова по специальности тренер-преподаватель.
В 2008 году закончил Белорусский государственный экономический университет в Минске по специальности бизнес-менеджмент.
Начал занятия плаванием в Новополоцке в ДЮСШ «Альбатрос». С 2002 года выступает, как спортсмен с ограничениями по здоровью. Первыми тренерами были Заслуженный тренер Беларуси Макеев И. А. и Макеева В. В. Являлся спортсменом-инструктором национальной команды Беларуси по инваспорту. Впоследствии, переехал в Россию и тренируется в Москве в ФСО «Юность Москвы» и САШ «Равных возможностей». С 2010 по 2012 г. тренировался у заслуженного тренера России Жилкина С. В. С 2012 года тренируется по руководством тренера по плаванию Лабоха Вадима Петровича.
Стипендиат Президента Российской Федерации.

## Награды
Награды России
- Орден Дружбы (10 сентября 2012 года) — за большой вклад в развитие физической культуры и спорта, высокие спортивные достижения на XIV Паралимпийских летних играх 2012 года в городе Лондоне (Великобритания)[1].
- Медаль ордена «За заслуги перед Отечеством» II степени (21 июля 2025 года) — за заслуги в развитии физической культуры и спорта, многолетнюю добросовестную работу[2].
- Заслуженный мастер спорта России (15 декабря 2011 года)[3].

Награды Беларуси
- Орден Почёта (24 ноября 2008 года) — за достижение высоких спортивных результатов на XIII летних Паралимпийских играх 2008 года в г. Пекине (КНР), значительный вклад в развитие физической культуры и спорта[4][5].
- Заслуженный мастер спорта Республики Беларусь (11 октября 2004 года) — за достижение выдающихся спортивных результатов на XII летних Паралимпийских играх 2004 года в г. Афины (Греция), значительный личный вклад в развитие физической культуры и спорта[6].

## Спортивные достижения
| Год      | Турнир                                   | Дисциплина                                 | Место   | Результат |
| -------- | ---------------------------------------- | ------------------------------------------ | ------- | --------- |
| 2004 год | XII летние Паралимпийские игры в Афинах  | 100 м, вольным стилем                      | Бронза  | 55.54     |
| 2004 год | XII летние Паралимпийские игры в Афинах  | 400 м, вольным стилем                      | Золото  | 4:11.58   |
| 2004 год | XII летние Паралимпийские игры в Афинах  | 100 м, брасс                               | Серебро | 1:11.27   |
| 2004 год | XII летние Паралимпийские игры в Афинах  | 100 м, баттерфляй                          | Серебро | 1:00.18   |
| 2004 год | XII летние Паралимпийские игры в Афинах  | 200 м, индивидуальное комплексное плавание | Золото  | 2:14.42   |
| 2004 год | XII летние Паралимпийские игры в Афинах  | 4x100 м, эстафета вольным стилем           | Серебро | 3:55.73   |
| 2004 год | XII летние Паралимпийские игры в Афинах  | 4×100 м, эстафета комплексным плаванием    | Бронза  | 4:21.51   |
| 2008 год | XIII летние Паралимпийские игры в Пекине | 400 м, вольным стилем                      | Золото  | 4:08.64   |
| 2008 год | XIII летние Паралимпийские игры в Пекине | 100 м, брасс                               | Серебро | 1:09.71   |
| 2008 год | XIII летние Паралимпийские игры в Пекине | 100 м, баттерфляй                          | Серебро | 59.72     |
| 2012 год | XIV летние Паралимпийские игры в Лондоне | 400 м, вольным стилем                      | Золото  | 4:10.26   |
| 2012 год | XIV летние Паралимпийские игры в Лондоне | 100 м, баттерфляй                          | Серебро | 59.47     |
| 2012 год | XIV летние Паралимпийские игры в Лондоне | 200 м, комплексное плавание                | Бронза  | 2:14.83   |

| Год      | Турнир                          | Дисциплина                                 | Место   | Результат |
| -------- | ------------------------------- | ------------------------------------------ | ------- | --------- |
| 2006 год | Чемпионат мира                  | 100 м, вольным стилем                      | Серебро | 54.86     |
| 2006 год | Чемпионат мира                  | 400 м, вольным стилем                      | Золото  | 4:15.80   |
| 2006 год | Чемпионат мира                  | 100 м, брасс                               | Золото  | 1:09.64   |
| 2006 год | Чемпионат мира                  | 100 м, баттерфляй                          | Серебро | 1:09.64   |
| 2006 год | Чемпионат мира                  | 200 м, индивидуальное комплексное плавание | Золото  | 2:14.78   |
| 2006 год | Чемпионат мира                  | 4x100 м, эстафета вольным стилем           | Серебро | 3:51.29   |
| 2006 год | Чемпионат мира                  | 4×100 м, эстафета комплексным плаванием    | Серебро | 4:15.55   |
| 2006 год | Чемпионат мира                  | 5 км, открытая вода                        | Золото  | 1:00:21   |
| 2009 год | Чемпионат мира на короткой воде | 100 м, вольным стилем                      | Серебро | 53.76     |
| 2009 год | Чемпионат мира на короткой воде | 400 м, вольным стилем                      | Золото  | 4:06.42   |
| 2009 год | Чемпионат мира на короткой воде | 100 м, брасс                               | Серебро | 1:07.73   |
| 2009 год | Чемпионат мира на короткой воде | 100 м, баттерфляй                          | Серебро | 58.85     |
| 2009 год | Чемпионат мира на короткой воде | 100 м, индивидуальное комплексное плавание | Серебро | 1:00.67   |
| 2009 год | Чемпионат мира на короткой воде | 200 м, индивидуальное комплексное плавание | Золото  | 2:10.63   |
| 2009 год | Чемпионат мира на короткой воде | 4x100 м, эстафета вольным стилем           | Золото  | 3:35.92   |
| 2009 год | Чемпионат мира на короткой воде | 4×100 м, эстафета комплексным плаванием    | Золото  | 4:00.99   |
| 2010 год | Чемпионат мира                  | 100 м, вольным стилем                      | Бронза  | 54.54     |
| 2010 год | Чемпионат мира                  | 400 м, вольным стилем                      | Золото  | 4:11.25   |
| 2010 год | Чемпионат мира                  | 100 м, баттерфляй                          | Серебро | 58.63     |
| 2010 год | Чемпионат мира                  | 200 м, индивидуальное комплексное плавание | Серебро | 2:14.74   |
| 2010 год | Чемпионат мира                  | 5 км, открытая вода                        | Золото  | 59:58.19  |